# Lista de episódios de Modern Family
A seguir se apresenta a lista de episódios de Modern Family, uma série de televisão de comédia em formato mocumentário transmitida pela rede de televisão ABC desde 23 de Setembro de 2009. Situada em Los Angeles, Califórnia e criada pelos também produtores executivos Christopher Lloyd e Steven Levitan, o seriado segue a vida da família de Jay Pritchett (Ed O'Neill) e seus filhos Claire Dunphy (Julie Bowen) e Mitchell Pritchett (Jesse Tyler Ferguson). Claire é casada com Phil Dunphy (Ty Burrell), com quem teve três filhos: Haley (Sarah Hyland), Alex (Ariel Winter) e Luke (Nolan Gould). Jay é casado com uma mulher colombiana muito mais jovem, Gloria (Sofía Vergara]), a quem ajuda a criar o seu filho adolescente, Manny (Rico Rodriguez), e o filho deles Fulgencio "Joe" Pritchett (Jeremy Maguire). Mitchell e seu marido Cameron Tucker (Eric Stonestreet) adotaram Lily Tucker-Pritchett (Aubrey Anderson-Emmons).
Ao longo da série, 250 episódios de Modern Family foram ao ar em onze temporadas, entre 23 de setembro de 2009 e 8 de abril de 2020.

## Resumo
| Temporada | Temporada | Episódios | Episódios | Originalmente exibido  | Originalmente exibido | Nielsen ratings | Nielsen ratings        |
| Temporada | Temporada | Episódios | Episódios | Estreia da temporada   | Final da temporada    | Posição         | Audiência (em milhões) |
| --------- | --------- | --------- | --------- | ---------------------- | --------------------- | --------------- | ---------------------- |
|           | 1         | 24        | 24        | 23 de setembro de 2009 | 19 de maio de 2010    | 36              | 9.49                   |
|           | 2         | 24        | 24        | 22 de setembro de 2010 | 25 de maio de 2011    | 24              | 11.89                  |
|           | 3         | 24        | 24        | 21 de setembro de 2011 | 23 de maio de 2012    | 15              | 12.93                  |
|           | 4         | 24        | 24        | 26 de setembro de 2012 | 22 de maio de 2013    | 18              | 12.31                  |
|           | 5         | 24        | 24        | 25 de setembro de 2013 | 21 de maio de 2014    | 19              | 11.79                  |
|           | 6         | 24        | 24        | 24 de setembro de 2014 | 20 de maio de 2015    | 24              | 11.91                  |
|           | 7         | 22        | 22        | 23 de setembro de 2015 | 18 de maio de 2016    | 36              | 9.83                   |
|           | 8         | 22        | 22        | 21 de setembro de 2016 | 17 de maio de 2017    | 34              | 8.79                   |
|           | 9         | 22        | 22        | 27 de setembro de 2017 | 16 de maio de 2018    | 58              | 7.09                   |
|           | 10        | 22        | 22        | 26 de setembro de 2018 | 8 de maio de 2019     | 65              | 6.40                   |
|           | 11        | 18        | 18        | 25 de setembro de 2019 | 8 de abril de 2020    | 48              | 7.10                   |
|           | Especial  | Especial  | Especial  | 8 de abril de 2020     | 8 de abril de 2020    | —               | —                      |

## Episódios

### Temporada 1 (2009–10)
| N.º na série | N.º na temp. | Título               | Dirigido por    | Escrito por                                                                           | Exibição original       | Cód. de produção | Audiência (milhões) |
| ------------ | ------------ | -------------------- | --------------- | ------------------------------------------------------------------------------------- | ----------------------- | ---------------- | ------------------- |
| 1            | 1            | "Pilot"              | Jason Winer     | Steven Levitan & Christopher Lloyd                                                    | 23 de setembro de 2009  | 1ARG79           | 12.60               |
| 2            | 2            | "The Bicycle Thief"  | Jason Winer     | Bill Wrubel                                                                           | 30 de setembro de 2009  | 1ARG02           | 9.99                |
| 3            | 3            | "Come Fly with Me"   | Reginald Hudlin | Dan O'Shannon                                                                         | 7 de outubro de 2009    | 1ARG04           | 8.82                |
| 4            | 4            | "The Incident"       | Jason Winer     | Steven Levitan                                                                        | 14 de outubro de 2009   | 1ARG05           | 9.35                |
| 5            | 5            | "Coal Digger"        | Jason Winer     | Christopher Lloyd                                                                     | 21 de outubro de 2009   | 1ARG03           | 8.66                |
| 6            | 6            | "Run for Your Wife"  | Jason Winer     | Paul Corrigan & Brad Walsh                                                            | 28 de outubro de 2009   | 1ARG01           | 9.32                |
| 7            | 7            | "En Garde"           | Randall Einhorn | Danny Zuker                                                                           | 4 de novembro de 2009   | 1ARG06           | 8.77                |
| 8            | 8            | "Great Expectations" | Jason Winer     | Joe Lawson                                                                            | 18 de novembro de 2009  | 1ARG07           | 9.16                |
| 9            | 9            | "Fizbo"              | Jason Winer     | Paul Corrigan & Brad Walsh                                                            | 25 de novembro de 2009  | 1ARG09           | 7.12                |
| 10           | 10           | "Undeck the Halls"   | Randall Einhorn | Dan O'Shannon                                                                         | 9 de dezembro de 2009   | 1ARG11           | 9.67                |
| 11           | 11           | "Up All Night"       | Michael Spiller | Christopher Lloyd                                                                     | 6 de janeiro de 2010    | 1ARG10           | 10.22               |
| 12           | 12           | "Not in My House"    | Chris Koch      | Caroline Williams                                                                     | 13 de janeiro de 2010   | 1ARG08           | 7.83                |
| 13           | 13           | "Fifteen Percent"    | Jason Winer     | Steven Levitan                                                                        | 20 de janeiro de 2010   | 1ARG12           | 9.83                |
| 14           | 14           | "Moon Landing"       | Jason Winer     | Bill Wrubel                                                                           | 3 de fevereiro de 2010  | 1ARG13           | 9.19                |
| 15           | 15           | "My Funky Valentine" | Michael Spiller | Jerry Collins                                                                         | 10 de fevereiro de 2010 | 1ARG16           | 9.84                |
| 16           | 16           | "Fears"              | Reginald Hudlin | Steven Levitan                                                                        | 3 de março de 2010      | 1ARG18           | 8.01                |
| 17           | 17           | "Truth Be Told"      | Jason Winer     | Joe Lawson                                                                            | 10 de março de 2010     | 1ARG17           | 8.95                |
| 18           | 18           | "Starry Night"       | Jason Winer     | Danny Zuker                                                                           | 24 de março de 2010     | 1ARG15           | 9.18                |
| 19           | 19           | "Game Changer"       | Kevin Sullivan  | História por : Vanessa McCarthy & Joe Lawson Roteiro por : Joe Lawson, Alex Herschlag | 31 de março de 2010     | 1ARG21           | 9.51                |
| 20           | 20           | "Benched"            | Chris Koch      | Danny Zuker                                                                           | 14 de abril de 2010     | 1ARG20           | 8.88                |
| 21           | 21           | "Travels with Scout" | Seth Gordon     | Paul Corrigan & Brad Walsh                                                            | 28 de abril de 2010     | 1ARG14           | 10.01               |
| 22           | 22           | "Airport 2010"       | Jason Winer     | Dan O'Shannon & Bill Wrubel                                                           | 5 de maio de 2010       | 1ARG19           | 9.48                |
| 23           | 23           | "Hawaii"             | Steven Levitan  | Paul Corrigan & Brad Walsh                                                            | 12 de maio de 2010      | 1ARG23           | 10.34               |
| 24           | 24           | "Family Portrait"    | Jason Winer     | Ilana Wernick                                                                         | 19 de maio de 2010      | 1ARG22           | 10.14               |

### Temporada 2 (2010–11)
| N.º na série | N.º na temp. | Título                       | Dirigido por         | Escrito por                                                                              | Exibição original       | Cód. de produção | Audiência (milhões) |
| ------------ | ------------ | ---------------------------- | -------------------- | ---------------------------------------------------------------------------------------- | ----------------------- | ---------------- | ------------------- |
| 25           | 1            | "The Old Wagon"              | Michael Spiller      | Bill Wrubel                                                                              | 22 de setembro de 2010  | 2ARG05           | 12.67               |
| 26           | 2            | "The Kiss"                   | Scott Ellis          | Abraham Higginbotham                                                                     | 29 de setembro de 2010  | 2ARG04           | 11.92               |
| 27           | 3            | "Earthquake"                 | Michael Spiller      | Paul Corrigan & Brad Walsh                                                               | 6 de outubro de 2010    | 2ARG01           | 11.44               |
| 28           | 4            | "Strangers on a Treadmill"   | Scott Ellis          | Danny Zuker                                                                              | 13 de outubro de 2010   | 2ARG02           | 11.45               |
| 29           | 5            | "Unplugged"                  | Michael Spiller      | Steven Levitan                                                                           | 20 de outubro de 2010   | 2ARG06           | 11.97               |
| 30           | 6            | "Halloween"                  | Michael Spiller      | Jeffrey Richman                                                                          | 27 de outubro de 2010   | 2ARG09           | 13.14               |
| 31           | 7            | "Chirp"                      | Michael Spiller      | Dan O'Shannon                                                                            | 3 de novembro de 2010   | 2ARG03           | 12.24               |
| 32           | 8            | "Manny Get Your Gun"         | Michael Spiller      | História por : Christopher Lloyd Roteiro por : Danny Zuker                               | 17 de novembro de 2010  | 2ARG11           | 12.09               |
| 33           | 9            | "Mother Tucker"              | Michael Spiller      | Paul Corrigan & Brad Walsh                                                               | 24 de novembro de 2010  | 2ARG07           | 10.57               |
| 34           | 10           | "Dance Dance Revelation"     | Gail Mancuso         | Ilana Wernick                                                                            | 8 de dezembro de 2010   | 2ARG08           | 11.07               |
| 35           | 11           | "Slow Down Your Neighbors"   | Gail Mancuso         | Ilana Wernick                                                                            | 5 de janeiro de 2011    | 2ARG12           | 11.83               |
| 36           | 12           | "Our Children, Ourselves"    | Adam Shankman        | Dan O'Shannon & Bill Wrubel                                                              | 12 de janeiro de 2011   | 2ARG10           | 11.12               |
| 37           | 13           | "Caught in the Act"          | Michael Spiller      | Steven Levitan & Jeffrey Richman                                                         | 19 de janeiro de 2011   | 2ARG13           | 10.94               |
| 38           | 14           | "Bixby's Back"               | Chris Koch           | Danny Zuker                                                                              | 9 de fevereiro de 2011  | 2ARG16           | 13.16               |
| 39           | 15           | "Princess Party"             | Michael Spiller      | Elaine Ko                                                                                | 16 de fevereiro de 2011 | 2ARG17           | 10.57               |
| 40           | 16           | "Regrets Only"               | Dean Parisot         | Abraham Higginbotham                                                                     | 23 de fevereiro de 2011 | 2ARG14           | 10.17               |
| 41           | 17           | "Two Monkeys and a Panda"    | Beth McCarthy-Miller | Carol Leifer                                                                             | 2 de março de 2011      | 2ARG15           | 10.11               |
| 42           | 18           | "Boys' Night"                | Chris Koch           | Steven Levitan & Jeffrey Richman                                                         | 23 de março de 2011     | 2ARG20           | 10.90               |
| 43           | 19           | "The Musical Man"            | Michael Spiller      | Paul Corrigan & Brad Walsh                                                               | 13 de abril de 2011     | 2ARG19           | 9.61                |
| 44           | 20           | "Someone to Watch Over Lily" | Michael Spiller      | Bill Wrubel                                                                              | 20 de abril de 2011     | 2ARG18           | 9.95                |
| 45           | 21           | "Mother's Day"               | Michael Spiller      | Dan O'Shannon & Ilana Wernick                                                            | 4 de maio de 2011       | 2ARG21           | 9.90                |
| 46           | 22           | "Good Cop Bad Dog"           | Fred Savage          | História por : Abraham Higginbotham Roteiro por : Abraham Higginbotham & Jeffrey Richman | 11 de maio de 2011      | 2ARG22           | 10.15               |
| 47           | 23           | "See You Next Fall"          | Steven Levitan       | Danny Zuker                                                                              | 18 de maio de 2011      | 2ARG24           | 10.30               |
| 48           | 24           | "The One That Got Away"      | Jim Bagdonas         | Paul Corrigan & Brad Walsh & Dan O'Shannon                                               | 25 de maio de 2011      | 2ARG23           | 10.31               |

### Temporada 3 (2011–12)
| N.º na série | N.º na temp. | Título                    | Dirigido por    | Escrito por                                                           | Exibição original       | Cód. de produção | Audiência (milhões) |
| ------------ | ------------ | ------------------------- | --------------- | --------------------------------------------------------------------- | ----------------------- | ---------------- | ------------------- |
| 49           | 1            | "Dude Ranch"              | Jason Winer     | Paul Corrigan & Brad Walsh & Dan O'Shannon                            | 21 de setembro de 2011  | 3ARG03           | 14.52               |
| 50           | 2            | "When Good Kids Go Bad"   | Michael Spiller | Jeffrey Richman                                                       | 21 de setembro de 2011  | 3ARG02           | 14.54               |
| 51           | 3            | "Phil on Wire"            | Jason Winer     | História por : Bianca Douglas & Danny Zuker Roteiro por : Danny Zuker | 28 de setembro de 2011  | 3ARG01           | 13.45               |
| 52           | 4            | "Door to Door"            | Chris Koch      | Bill Wrubel                                                           | 5 de outubro de 2011    | 3ARG04           | 13.24               |
| 53           | 5            | "Hit and Run"             | Jason Winer     | Elaine Ko                                                             | 12 de outubro de 2011   | 3ARG06           | 13.65               |
| 54           | 6            | "Go Bullfrogs!"           | Scott Ellis     | Abraham Higginbotham                                                  | 19 de outubro de 2011   | 3ARG07           | 13.04               |
| 55           | 7            | "Treehouse"               | Jason Winer     | Steven Levitan                                                        | 2 de novembro de 2011   | 3ARG08           | 13.37               |
| 56           | 8            | "After the Fire"          | Fred Savage     | Danny Zuker                                                           | 16 de novembro de 2011  | 3ARG09           | 12.91               |
| 57           | 9            | "Punkin Chunkin"          | Michael Spiller | Ben Karlin                                                            | 23 de novembro de 2011  | 3ARG05           | 12.72               |
| 58           | 10           | "Express Christmas"       | Michael Spiller | Cindy Chupack                                                         | 7 de dezembro de 2011   | 3ARG10           | 12.20               |
| 59           | 11           | "Lifetime Supply"         | Chris Koch      | Jeffrey Richman & Bill Wrubel                                         | 4 de janeiro de 2012    | 3ARG11           | 14.03               |
| 60           | 12           | "Egg Drop"                | Jason Winer     | Paul Corrigan & Brad Walsh                                            | 11 de janeiro de 2012   | 3ARG12           | 12.12               |
| 61           | 13           | "Little Bo Bleep"         | Chris Koch      | Cindy Chupack                                                         | 18 de janeiro de 2012   | 3ARG14           | 11.89               |
| 62           | 14           | "Me? Jealous?"            | Michael Spiller | Ben Karlin                                                            | 8 de fevereiro de 2012  | 3ARG13           | 12.90               |
| 63           | 15           | "Aunt Mommy"              | Michael Spiller | Abraham Higginbotham & Dan O'Shannon                                  | 15 de fevereiro de 2012 | 3ARG15           | 11.23               |
| 64           | 16           | "Virgin Territory"        | Jason Winer     | Elaine Ko                                                             | 22 de fevereiro de 2012 | 3ARG17           | 11.54               |
| 65           | 17           | "Leap Day"                | Gail Mancuso    | Danny Zuker                                                           | 29 de fevereiro de 2012 | 3ARG19           | 11.63               |
| 66           | 18           | "Send Out the Clowns"     | Steven Levitan  | Steven Levitan & Jeffrey Richman & Bill Wrubel                        | 14 de março de 2012     | 3ARG16           | 10.60               |
| 67           | 19           | "Election Day"            | Bryan Cranston  | Ben Karlin                                                            | 11 de abril de 2012     | 3ARG20           | 10.35               |
| 68           | 20           | "The Last Walt"           | Michael Spiller | Dan O'Shannon & Paul Corrigan & Brad Walsh                            | 18 de abril de 2012     | 3ARG21           | 10.21               |
| 69           | 21           | "Planes, Trains and Cars" | Michael Spiller | Paul Corrigan & Brad Walsh                                            | 2 de maio de 2012       | 3ARG18           | 10.06               |
| 70           | 22           | "Disneyland"              | James Bagdonas  | Cindy Chupack                                                         | 9 de maio de 2012       | 3ARG22           | 10.58               |
| 71           | 23           | "Tableau Vivant"          | Gail Mancuso    | Elaine Ko & Jeffrey Richman & Bill Wrubel                             | 16 de maio de 2012      | 3ARG23           | 9.36                |
| 72           | 24           | "Baby on Board"           | Steven Levitan  | Abraham Higginbotham                                                  | 23 de maio de 2012      | 3ARG24           | 10.07               |

### Temporada 4 (2012–13)
| N.º na série | N.º na temp. | Título                  | Dirigido por         | Escrito por | Exibição original       | Cód. de produção | Audiência (milhões) |
| ------------ | ------------ | ----------------------- | -------------------- | --- | ----------------------- | ---------------- | ------------------- |
| 73           | 1            | "Bringing Up Baby"      | Steven Levitan       | Paul Corrigan & Brad Walsh                                                                                              | 26 de setembro de 2012  | 4ARG01           | 14.44               |
| 74           | 2            | "Schooled"              | Jeff Melman          | Steven Levitan & Dan O'Shannon                                                                                          | 10 de outubro de 2012   | 4ARG03           | 12.08               |
| 75           | 3            | "Snip"                  | Gail Mancuso         | Danny Zuker | 10 de outubro de 2012   | 4ARG02           | 12.31               |
| 76           | 4            | "The Butler's Escape"   | Beth McCarthy-Miller | Bill Wrubel | 17 de outubro de 2012   | 4ARG04           | 12.28               |
| 77           | 5            | "Open House of Horrors" | James Bagdonas       | Elaine Ko | 24 de outubro de 2012   | 4ARG06           | 12.52               |
| 78           | 6            | "Yard Sale"             | Gail Mancuso         | Abraham Higginbotham | 31 de outubro de 2012   | 4ARG05           | 10.62               |
| 79           | 7            | "Arrested"              | Gail Mancuso         | Becky Mann & Audra Sielaff                                                                                              | 7 de novembro de 2012   | 4ARG07           | 12.43               |
| 80           | 8            | "Mistery Date"          | Beth McCarthy-Miller | Jeffrey Richman | 14 de novembro de 2012  | 4ARG08           | 11.89               |
| 81           | 9            | "When a Tree Falls"     | Steven Levitan       | Ben Karlin | 28 de novembro de 2012  | 4ARG09           | 12.01               |
| 82           | 10           | "Diamond in the Rough"  | Gail Mancuso         | Dan O'Shannon & Becky Mann & Audra Sielaff                                                                              | 12 de dezembro de 2012  | 4ARG11           | 10.94               |
| 83           | 11           | "New Year's Eve"        | Fred Goss            | Abraham Higginbotham & Jeffrey Richman                                                                                  | 9 de janeiro de 2013    | 4ARG13           | 12.04               |
| 84           | 12           | "Party Crasher"         | Fred Savage          | Danny Zuker & Christopher Lloyd                                                                                         | 16 de janeiro de 2013   | 4ARG10           | 11.01               |
| 85           | 13           | "Fulgencio"             | Lev L. Spiro         | Bill Wrubel | 23 de janeiro de 2013   | 4ARG12           | 10.83               |
| 86           | 14           | "A Slight at the Opera" | James Bagdonas       | Paul Corrigan & Brad Walsh                                                                                              | 6 de fevereiro de 2013  | 4ARG14           | 9.83                |
| 87           | 15           | "Heart Broken"          | Beth McCarthy-Miller | Danny Zuker | 13 de fevereiro de 2013 | 4ARG18           | 10.05               |
| 88           | 16           | "Bad Hair Day"          | Gail Mancuso         | Elaine Ko | 20 de fevereiro de 2013 | 4ARG16           | 10.62               |
| 89           | 17           | "Best Men"              | Steven Levitan       | História por : Dan O'Shannon & Abraham Higginbotham & Bianca Douglas Roteiro por : Dan O'Shannon & Abraham Higginbotham | 27 de fevereiro de 2013 | 4ARG15           | 10.53               |
| 90           | 18           | "The Wow Factor"        | Steven Levitan       | Ben Karlin | 27 de março de 2013     | 4ARG17           | 9.09                |
| 91           | 19           | "The Future Dunphys"    | Ryan Case            | Elaine Ko | 3 de abril de 2013      | 4ARG20           | 10.88               |
| 92           | 20           | "Flip Flop"             | Gail Mancuso         | Jeffrey Richman & Bill Wrubel                                                                                           | 10 de abril de 2013     | 4ARG19           | 10.38               |
| 93           | 21           | "Career Day"            | Jim Hensz            | Paul Corrigan & Brad Walsh                                                                                              | 1 de maio de 2013       | 4ARG21           | 9.64                |
| 94           | 22           | "My Hero"               | Gail Mancuso         | Abraham Higginbotham | 8 de maio de 2013       | 4ARG22           | 9.02                |
| 95           | 23           | "Games People Play"     | Alisa Statman        | História por : Danny Zuker Roteiro por : Ben Karlin                                                                     | 15 de maio de 2013      | 4ARG24           | 10.03               |
| 96           | 24           | "Goodnight Gracie"      | Steven Levitan       | Steven Levitan & Jeffrey Richman                                                                                        | 22 de maio de 2013      | 4ARG23           | 10.01               |

### Temporada 5 (2013–14)
| N.º na série | N.º na temp. | Título                    | Dirigido por         | Escrito por                                                  | Exibição original       | Cód. de produção | Audiência (milhões) |
| ------------ | ------------ | ------------------------- | -------------------- | ------------------------------------------------------------ | ----------------------- | ---------------- | ------------------- |
| 97           | 1            | "Suddenly, Last Summer"   | James Bagdonas       | Jeffrey Richman                                              | 25 de setembro de 2013  | 5ARG01           | 11.71               |
| 98           | 2            | "First Days"              | Steven Levitan       | Paul Corrigan & Brad Walsh                                   | 25 de setembro de 2013  | 5ARG02           | 11.65               |
| 99           | 3            | "Larry's Wife"            | Jeffrey Walker       | Bill Wrubel                                                  | 2 de outubro de 2013    | 5ARG05           | 11.12               |
| 100          | 4            | "Farm Strong"             | Alisa Statman        | Elaine Ko                                                    | 9 de outubro de 2013    | 5ARG04           | 10.64               |
| 101          | 5            | "The Late Show"           | Beth McCarthy-Miller | Abraham Higginbotham                                         | 16 de outubro de 2013   | 5ARG06           | 10.94               |
| 102          | 6            | "The Help"                | Jim Hensz            | Danny Zuker                                                  | 23 de outubro de 2013   | 5ARG07           | 10.32               |
| 103          | 7            | "A Fair to Remember"      | Beth McCarthy-Miller | Emily Spivey                                                 | 13 de novembro de 2013  | 5ARG09           | 10.75               |
| 104          | 8            | "ClosetCon '13"           | Fred Savage          | Ben Karlin                                                   | 20 de novembro de 2013  | 5ARG08           | 10.19               |
| 105          | 9            | "The Big Game"            | Beth McCarthy-Miller | Megan Ganz                                                   | 4 de dezembro de 2013   | 5ARG03           | 9.47                |
| 106          | 10           | "The Old Man & the Tree"  | Bryan Cranston       | Paul Corrigan & Brad Walsh                                   | 11 de dezembro de 2013  | 5ARG10           | 10.61               |
| 107          | 11           | "And One to Grow On"      | Gail Mancuso         | Jeffrey Richman                                              | 8 de janeiro de 2014    | 5ARG12           | 9.51                |
| 108          | 12           | "Under Pressure"          | James Bagdonas       | Elaine Ko                                                    | 15 de janeiro de 2014   | 5ARG11           | 9.14                |
| 109          | 13           | "Three Dinners"           | Steven Levitan       | Abraham Higginbotham, Steven Levitan & Jeffrey Richman       | 22 de janeiro de 2014   | 5ARG15           | 9.59                |
| 110          | 14           | "iSpy"                    | Gail Mancuso         | Abraham Higginbotham                                         | 5 de fevereiro de 2014  | 5ARG13           | 9.87                |
| 111          | 15           | "The Feud"                | Ryan Case            | História por : Christopher Lloyd Roteiro por : Dan O'Shannon | 26 de fevereiro de 2014 | 5ARG14           | 8.52                |
| 112          | 16           | "Spring-a-Ding-Fling"     | Gail Mancuso         | Ben Karlin                                                   | 5 de março de 2014      | 5ARG16           | 9.22                |
| 113          | 17           | "Other People's Children" | Jim Hensz            | Megan Ganz                                                   | 12 de março de 2014     | 5ARG17           | 9.39                |
| 114          | 18           | "Las Vegas"               | Gail Mancuso         | Paul Corrigan & Brad Walsh & Bill Wrubel                     | 26 de março de 2014     | 5ARG18           | 10.09               |
| 115          | 19           | "A Hard Jay's Night"      | Beth McCarthy-Miller | Megan Ganz & Ben Karlin                                      | 2 de abril de 2014      | 5ARG20           | 9.00                |
| 116          | 20           | "Australia"               | Steven Levitan       | Elaine Ko & Danny Zuker                                      | 23 de abril de 2014     | 5ARG21           | 9.59                |
| 117          | 21           | "Sleeper"                 | Ryan Case            | Paul Corrigan, Brad Walsh & Bill Wrubel                      | 30 de abril de 2014     | 5ARG22           | 8.39                |
| 118          | 22           | "Message Received"        | Jeffrey Walker       | Steven Levitan                                               | 7 de maio de 2014       | 5ARG19           | 8.55                |
| 119          | 23           | "The Wedding (Part 1)"    | Steven Levitan       | Abraham Higginbotham, Ben Karlin & Jeffrey Richman           | 14 de maio de 2014      | 5ARG23           | 9.08                |
| 120          | 24           | "The Wedding (Part 2)"    | Alisa Statman        | Megan Ganz, Christopher Lloyd & Dan O'Shannon                | 21 de maio de 2014      | 5ARG24           | 10.45               |

### Temporada 6 (2014–15)
| N.º na série | N.º na temp. | Título                              | Dirigido por         | Escrito por                                                                | Exibição original       | Cód. de produção | Audiência (milhões) |
| ------------ | ------------ | ----------------------------------- | -------------------- | -------------------------------------------------------------------------- | ----------------------- | ---------------- | ------------------- |
| 121          | 1            | "The Long Honeymoon"                | Beth McCarthy-Miller | Danny Zuker                                                                | 24 de setembro de 2014  | 6ARG01           | 11.38               |
| 122          | 2            | "Do Not Push"                       | Gail Mancuso         | Megan Ganz                                                                 | 1 de outubro de 2014    | 6ARG02           | 10.56               |
| 123          | 3            | "The Cold"                          | Jim Hensz            | Rick Wiener & Kenny Schwartz                                               | 8 de outubro de 2014    | 6ARG03           | 10.30               |
| 124          | 4            | "Marco Polo"                        | Fred Savage          | Elaine Ko                                                                  | 15 de outubro de 2014   | 6ARG05           | 9.71                |
| 125          | 5            | "Won't You Be Our Neighbor"         | Gail Mancuso         | Paul Corrigan & Brad Walsh                                                 | 22 de outubro de 2014   | 6ARG04           | 10.16               |
| 126          | 6            | "Halloween 3: AwesomeLand"          | Gail Mancuso         | Paul Corrigan & Brad Walsh & Abraham Higginbotham                          | 29 de outubro de 2014   | 6ARG06           | 9.92                |
| 127          | 7            | "Queer Eyes, Full Hearts"           | Jason Winer          | Stephen Lloyd                                                              | 12 de novembro de 2014  | 6ARG08           | 9.83                |
| 128          | 8            | "Three Turkeys"                     | Beth McCarthy-Miller | Jeffrey Richman                                                            | 19 de novembro de 2014  | 6ARG09           | 10.88               |
| 129          | 9            | "Strangers in the Night"            | Fred Savage          | Chuck Tatham                                                               | 3 de dezembro de 2014   | 6ARG07           | 9.02                |
| 130          | 10           | "Haley's 21st Birthday"             | Alisa Statman        | Abraham Higginbotham                                                       | 10 de dezembro de 2014  | 6ARG10           | 9.69                |
| 131          | 11           | "The Day We Almost Died"            | James Bagdonas       | Danny Zuker                                                                | 7 de janeiro de 2015    | 6ARG13           | 9.29                |
| 132          | 12           | "The Big Guns"                      | Jeffrey Walker       | Vali Chandrasekaran                                                        | 14 de janeiro de 2015   | 6ARG14           | 9.44                |
| 133          | 13           | "Rash Decisions"                    | Jim Hensz            | História por : Anthony Lombardo & Clint McCray Roteiro por : Daisy Gardner | 4 de fevereiro de 2015  | 6ARG16           | 9.87                |
| 134          | 14           | "Valentine's Day 4: Twisted Sister" | Fred Savage          | Jeffrey Richman                                                            | 11 de fevereiro de 2015 | 6ARG15           | 9.77                |
| 135          | 15           | "Fight or Flight"                   | Steven Levitan       | Abraham Higginbotham                                                       | 18 de fevereiro de 2015 | 6ARG18           | 8.80                |
| 136          | 16           | "Connection Lost"                   | Steven Levitan       | Steven Levitan & Megan Ganz                                                | 25 de fevereiro de 2015 | 6ARG12           | 9.32                |
| 137          | 17           | "Closet? You'll Love It!"           | Ryan Case            | Elaine Ko                                                                  | 4 de março de 2015      | 6ARG11           | 9.61                |
| 138          | 18           | "Spring Break"                      | Gail Mancuso         | Paul Corrigan & Brad Walsh                                                 | 25 de março de 2015     | 6ARG17           | 8.71                |
| 139          | 19           | "Grill, Interrupted"                | James Bagdonas       | Paul Corrigan & Brad Walsh & Jeffrey Richman                               | 1 de abril de 2015      | 6ARG21           | 9.43                |
| 140          | 20           | "Knock 'Em Down"                    | Beth McCarthy-Miller | Rick Wiener & Kenny Schwartz                                               | 22 de abril de 2015     | 6ARG20           | 8.85                |
| 141          | 21           | "Integrity"                         | Chris Koch           | Stephen Lloyd & Chuck Tatham                                               | 29 de abril de 2015     | 6ARG19           | 8.00                |
| 142          | 22           | "Patriot Games"                     | Alisa Statman        | Vali Chandrasekaran                                                        | 6 de maio de 2015       | 6ARG22           | 8.57                |
| 143          | 23           | "Crying Out Loud"                   | Ryan Case            | Megan Ganz & Stephen Lloyd & Chuck Tatham                                  | 13 de maio de 2015      | 6ARG23           | 8.13                |
| 144          | 24           | "American Skyper"                   | Steven Levitan       | Elaine Ko                                                                  | 20 de maio de 2015      | 6ARG24           | 7.20                |

### Temporada 7 (2015–16)
| N.º na série | N.º na temp. | Título                          | Dirigido por         | Escrito por                   | Exibição original       | Cód. de produção | Audiência (milhões) |
| ------------ | ------------ | ------------------------------- | -------------------- | ----------------------------- | ----------------------- | ---------------- | ------------------- |
| 145          | 1            | "Summer Lovin'"                 | Jim Hensz            | Abraham Higginbotham          | 23 de setembro de 2015  | 7ARG01           | 9.46                |
| 146          | 2            | "The Day Alex Left for College" | Jeffrey Walker       | Danny Zuker                   | 30 de setembro de 2015  | 7ARG02           | 8.72                |
| 147          | 3            | "The Closet Case"               | Beth McCarthy-Miller | Paul Corrigan & Brad Walsh    | 7 de outubro de 2015    | 7ARG03           | 7.99                |
| 148          | 4            | "She Crazy"                     | Gail Mancuso         | Elaine Ko                     | 14 de outubro de 2015   | 7ARG04           | 7.88                |
| 149          | 5            | "The Verdict"                   | Alisa Statman        | Chuck Tatham                  | 21 de outubro de 2015   | 7ARG05           | 7.80                |
| 150          | 6            | "The More You Ignore Me"        | Gail Mancuso         | Vali Chandrasekaran           | 11 de novembro de 2015  | 7ARG06           | 8.15                |
| 151          | 7            | "Phil's Sexy, Sexy House"       | Beth McCarthy-Miller | Stephen Lloyd                 | 18 de novembro de 2015  | 7ARG08           | 8.38                |
| 152          | 8            | "Clean Out Your Junk Drawer"    | Steven Levitan       | Steven Levitan                | 2 de dezembro de 2015   | 7ARG07           | 7.35                |
| 153          | 9            | "White Christmas"               | Gail Mancuso         | Andy Gordon & Jon Pollack     | 9 de dezembro de 2015   | 7ARG11           | 8.20                |
| 154          | 10           | "Playdates"                     | Claire Scanlon       | Jeffrey Richman               | 6 de janeiro de 2016    | 7ARG09           | 8.35                |
| 155          | 11           | "Spread Your Wings"             | James Bagdonas       | Vanessa McCarthy & Ryan Walls | 13 de janeiro de 2016   | 7ARG10           | 8.17                |
| 156          | 12           | "Clean for a Day"               | Beth McCarthy-Miller | Paul Corrigan & Brad Walsh    | 10 de fevereiro de 2016 | 7ARG13           | 7.80                |
| 157          | 13           | "Thunk in the Trunk"            | Phil Traill          | Elaine Ko                     | 17 de fevereiro de 2016 | 7ARG12           | 7.48                |
| 158          | 14           | "The Storm"                     | Jim Bagdonas         | Danny Zuker                   | 24 de fevereiro de 2016 | 7ARG16           | 8.10                |
| 159          | 15           | "I Don't Know How She Does It"  | Ryan Case            | Jeffrey Richman               | 2 de março de 2016      | 7ARG14           | 8.22                |
| 160          | 16           | "The Cover-Up"                  | Jim Hensz            | Chuck Tatham                  | 16 de março de 2016     | 7ARG15           | 8.14                |
| 161          | 17           | "Express Yourself"              | Alisa Statman        | Abraham Higginbotham          | 23 de março de 2016     | 7ARG18           | 7.69                |
| 162          | 18           | "The Party"                     | Steven Levitan       | Vali Chandrasekaran           | 6 de abril de 2016      | 7ARG17           | 7.51                |
| 163          | 19           | "Man Shouldn't Lie"             | Gail Mancuso         | Andy Gordon                   | 13 de abril de 2016     | 7ARG19           | 7.44                |
| 164          | 20           | "Promposal"                     | Ken Whittingham      | Stephen Lloyd                 | 4 de maio de 2016       | 7ARG20           | 7.42                |
| 165          | 21           | "Crazy Train"                   | Jim Hensz            | Jon Pollack & Ryan Walls      | 11 de maio de 2016      | 7ARG21           | 7.16                |
| 166          | 22           | "Double Click"                  | Jim Bagdonas         | Elaine Ko                     | 18 de maio de 2016      | 7ARG22           | 6.79                |

### Temporada 8 (2016–17)
| N.º na série | N.º na temp. | Título                                 | Dirigido por         | Escrito por                                        | Exibição original       | Cód. de produção | Audiência (milhões) |
| ------------ | ------------ | -------------------------------------- | -------------------- | -------------------------------------------------- | ----------------------- | ---------------- | ------------------- |
| 167          | 1            | "A Tale of Three Cities"               | Chris Koch           | Elaine Ko                                          | 21 de setembro de 2016  | 8ARG01           | 8.24                |
| 168          | 2            | "A Stereotypical Day"                  | Ryan Case            | Vali Chandrasekaran                                | 28 de setembro de 2016  | 8ARG03           | 7.41                |
| 169          | 3            | "Blindsided"                           | Jim Hensz            | Christy Stratton & Danny Zuker                     | 5 de outubro de 2016    | 8ARG02           | 6.97                |
| 170          | 4            | "Weathering Heights"                   | Gail Mancuso         | Paul Corrigan & Brad Walsh                         | 12 de outubro de 2016   | 8ARG04           | 7.50                |
| 171          | 5            | "Halloween IV: Revenge of Rod Skyhook" | Chris Koch           | Stephen Lloyd                                      | 26 de outubro de 2016   | 8ARG06           | 7.38                |
| 172          | 6            | "Grab It"                              | Beth McCarthy-Miller | Jeffrey Richman                                    | 9 de novembro de 2016   | 8ARG05           | 7.23                |
| 173          | 7            | "Thanksgiving Jamboree"                | Steven Levitan       | Jon Pollack & Chuck Tatham                         | 16 de novembro de 2016  | 8ARG08           | 7.33                |
| 174          | 8            | "The Alliance"                         | James Bagdonas       | Andy Gordon & Ryan Walls                           | 30 de novembro de 2016  | 8ARG09           | 6.81                |
| 175          | 9            | "Snow Ball"                            | Beth McCarthy-Miller | Christy Stratton & Stephen Lloyd                   | 14 de dezembro de 2016  | 8ARG10           | 6.81                |
| 176          | 10           | "Ringmaster Keifth"                    | Jim Hensz            | Vali Chandrasekaran                                | 4 de janeiro de 2017    | 8ARG11           | 7.57                |
| 177          | 11           | "Sarge & Pea"                          | James Bagdonas       | Abraham Higginbotham                               | 11 de janeiro de 2017   | 8ARG07           | 7.59                |
| 178          | 12           | "Do You Believe in Magic"              | Gail Mancuso         | Jon Pollack                                        | 8 de fevereiro de 2017  | 8ARG15           | 7.34                |
| 179          | 13           | "Do It Yourself"                       | Jeffrey Walker       | Paul Corrigan & Brad Walsh                         | 15 de fevereiro de 2017 | 8ARG12           | 6.92                |
| 180          | 14           | "Heavy is the Head"                    | Ken Whittingham      | Danny Zuker                                        | 22 de fevereiro de 2017 | 8ARG14           | 6.65                |
| 181          | 15           | "Finding Fizbo"                        | James Bagdonas       | Abraham Higginbotham & Chuck Tatham                | 1 de março de 2017      | 8ARG16           | 6.41                |
| 182          | 16           | "Basketball"                           | Jim Hensz            | Elaine Ko                                          | 8 de março de 2017      | 8ARG13           | 6.49                |
| 183          | 17           | "Pig Moon Rising"                      | Chris Koch           | Paul Corrigan & Brad Walsh                         | 15 de março de 2017     | 8ARG17           | 6.12                |
| 184          | 18           | "Five Minutes"                         | Gail Mancuso         | Elaine Ko                                          | 29 de março de 2017     | 8ARG18           | 6.79                |
| 185          | 19           | "Frank's Wedding"                      | Beth McCarthy-Miller | Andy Gordon                                        | 5 de abril de 2017      | 8ARG19           | 6.25                |
| 186          | 20           | "All Things Being Equal"               | Michelle MacLaren    | Christy Stratton & Ryan Walls                      | 3 de maio de 2017       | 8ARG20           | 5.65                |
| 187          | 21           | "Alone Time"                           | Jim Hensz            | Abraham Higginbotham & Stephen Lloyd & Danny Zuker | 10 de maio de 2017      | 8ARG21           | 5.71                |
| 188          | 22           | "The Graduates"                        | Steven Levitan       | Jon Pollack & Jeffrey Richman & Chuck Tatham       | 17 de maio de 2017      | 8ARG22           | 6.20                |

### Temporada 9 (2017–18)
| N.º na série | N.º na temp. | Título                                | Dirigido por         | Escrito por                                                                | Exibição original       | Cód. de produção | Audiência (milhões) |
| ------------ | ------------ | ------------------------------------- | -------------------- | -------------------------------------------------------------------------- | ----------------------- | ---------------- | ------------------- |
| 189          | 1            | "Lake Life"                           | James Bagdonas       | Elaine Ko                                                                  | 27 de setembro de 2017  | 9ARG03           | 7.01                |
| 190          | 2            | "The Long Goodbye"                    | Jim Hensz            | Paul Corrigan & Brad Walsh                                                 | 4 de outubro de 2017    | 9ARG02           | 6.36                |
| 191          | 3            | "Catch of the Day"                    | Fred Savage          | Jeffrey Richman                                                            | 11 de outubro de 2017   | 9ARG01           | 6.27                |
| 192          | 4            | "Sex, Lies and Kickball"              | John Riggi           | Abraham Higginbotham                                                       | 18 de outubro de 2017   | 9ARG05           | 6.22                |
| 193          | 5            | "It's the Great Pumpkin, Phil Dunphy" | Beth McCarthy-Miller | Jon Pollack                                                                | 25 de outubro de 2017   | 9ARG04           | 5.96                |
| 194          | 6            | "Ten Years Later"                     | Fred Savage          | Danny Zuker                                                                | 1 de novembro de 2017   | 9ARG08           | 5.51                |
| 195          | 7            | "Winner Winner Turkey Dinner"         | Beth McCarthy-Miller | Bill Wrubel                                                                | 15 de novembro de 2017  | 9ARG06           | 5.96                |
| 196          | 8            | "Brushes with Celebrity"              | Jeffrey Walker       | Vali Chandrasekaran                                                        | 29 de novembro de 2017  | 9ARG09           | 6.15                |
| 197          | 9            | "Tough Love"                          | John Riggi           | Stephen Lloyd                                                              | 6 de dezembro de 2017   | 9ARG10           | 5.81                |
| 198          | 10           | "No Small Feet"                       | James Bagdonas       | História por : Ryan Walls & Matt Plonsker Roteiro por : Ryan Walls         | 13 de dezembro de 2017  | 9ARG07           | 5.89                |
| 199          | 11           | "He Said, She Shed"                   | Jim Hensz            | Jeffrey Richman & Ryan Walls                                               | 3 de janeiro de 2018    | 9ARG11           | 5.90                |
| 200          | 12           | "Dear Beloved Family"                 | Gail Mancuso         | Bill Wrubel                                                                | 10 de janeiro de 2018   | 9ARG12           | 5.81                |
| 201          | 13           | "In Your Head"                        | Steven Levitan       | Jack Burditt                                                               | 17 de janeiro de 2018   | 9ARG13           | 6.24                |
| 202          | 14           | "Written in the Stars"                | Jaffar Mahmood       | Abraham Higginbotham & Jon Pollack                                         | 28 de fevereiro de 2018 | 9ARG15           | 4.96                |
| 203          | 15           | "Spanks for the Memories"             | James Bagdonas       | Paul Corrigan & Brad Walsh                                                 | 7 de março de 2018      | 9ARG14           | 5.25                |
| 204          | 16           | "Wine Weekend"                        | Beth McCarthy-Miller | Elaine Ko                                                                  | 21 de março de 2018     | 9ARG16           | 5.56                |
| 205          | 17           | "Royal Visit"                         | Gail Mancuso         | História por : Jeffrey Richman Roteiro por : Jack Burditt & Jessica Poter  | 28 de março de 2018     | 9ARG17           | 5.43                |
| 206          | 18           | "Daddy Issues"                        | Chris Koch           | Vali Chandrasekaran & Stephen Lloyd                                        | 4 de abril de 2018      | 9ARG18           | 5.61                |
| 207          | 19           | "CHiPs and Salsa"                     | Gail Mancuso         | Paul Corrigan & Brad Walsh & Bill Wrubel                                   | 11 de abril de 2018     | 9ARG19           | 4.97                |
| 208          | 20           | "Mother!"                             | Eric Dean Seaton     | História por : Abraham Higginbotham Roteiro por : Jon Pollack & Ryan Walls | 2 de maio de 2018       | 9ARG20           | 4.60                |
| 209          | 21           | "The Escape"                          | Steven Levitan       | Jack Burditt & Danny Zuker                                                 | 9 de maio de 2018       | 9ARG21           | 4.73                |
| 210          | 22           | "Clash of Swords"                     | Jim Hensz            | Elaine Ko & Stephen Lloyd                                                  | 16 de maio de 2018      | 9ARG22           | 5.02                |

### Temporada 10 (2018–19)
| N.º na série | N.º na temp. | Título                            | Dirigido por         | Escrito por                                                             | Exibição original       | Cód. de produção | Audiência (milhões) |
| ------------ | ------------ | --------------------------------- | -------------------- | ----------------------------------------------------------------------- | ----------------------- | ---------------- | ------------------- |
| 211          | 1            | "I Love a Parade"                 | James Bagdonas       | Paul Corrigan & Brad Walsh                                              | 26 de setembro de 2018  | AARG01           | 5.40                |
| 212          | 2            | "Kiss and Tell"                   | Steven Levitan       | Abraham Higginbotham & Jon Pollack                                      | 3 de outubro de 2018    | AARG02           | 5.39                |
| 213          | 3            | "A Sketchy Area"                  | Jeffrey Walker       | Elaine Ko                                                               | 10 de outubro de 2018   | AARG03           | 5.10                |
| 214          | 4            | "Torn Between Two Lovers"         | Beth McCarthy-Miller | Jeffrey Richman & Danny Zuker                                           | 17 de outubro de 2018   | AARG04           | 5.03                |
| 215          | 5            | "Good Grief"                      | Beth McCarthy-Miller | Vali Chandrasekaran & Stephen Lloyd                                     | 24 de outubro de 2018   | AARG06           | 5.27                |
| 216          | 6            | "On the Same Paige"               | Ryan Case            | Ryan Walls                                                              | 31 de outubro de 2018   | AARG05           | 5.01                |
| 217          | 7            | "Did the Chicken Cross the Road?" | Eric Dean Seaton     | Bill Wrubel                                                             | 7 de novembro de 2018   | AARG07           | 5.44                |
| 218          | 8            | "Kids These Days"                 | James Bagdonas       | Jon Pollack & Danny Zuker                                               | 28 de novembro de 2018  | AARG08           | 4.85                |
| 219          | 9            | "Putting Down Roots"              | Kat Coiro            | Jack Burditt                                                            | 5 de dezembro de 2018   | AARG10           | 4.87                |
| 220          | 10           | "Stuck in a Moment"               | Fred Savage          | Elaine Ko                                                               | 12 de dezembro de 2018  | AARG09           | 5.69                |
| 221          | 11           | "A Moving Day"                    | Iwona Sapienza       | Paul Corrigan & Brad Walsh                                              | 9 de janeiro de 2019    | AARG12           | 4.82                |
| 222          | 12           | "Blasts from the Past"            | Fred Savage          | Vali Chandrasekaran & Stephen Lloyd                                     | 16 de janeiro de 2019   | AARG11           | 4.62                |
| 223          | 13           | "Whanex?"                         | Elaine Ko            | Bill Wrubel                                                             | 23 de janeiro de 2019   | AARG13           | 4.50                |
| 224          | 14           | "We Need to Talk About Lily"      | Abraham Higginbotham | Abraham Higginbotham & Jeffrey Richman                                  | 30 de janeiro de 2019   | AARG14           | 4.92                |
| 225          | 15           | "SuperShowerBabyBowl"             | Helena Lamb-Weber    | Jack Burditt & Jon Pollack                                              | 20 de fevereiro de 2019 | AARG15           | 4.43                |
| 226          | 16           | "Red Alert"                       | Julie Bowen          | História por : Ryan Walls Roteiro por : Jessica Porter & Ryan Walls     | 27 de fevereiro de 2019 | AARG16           | 4.33                |
| 227          | 17           | "The Wild"                        | James Bagdonas       | Elaine Ko                                                               | 13 de março de 2019     | AARG17           | 4.65                |
| 228          | 18           | "Stand by Your Man"               | Jim Hensz            | História por : Jeffrey Richman Roteiro por : Jack Burditt & Bill Wrubel | 20 de março de 2019     | AARG20           | 4.25                |
| 229          | 19           | "Yes-Woman"                       | Fred Savage          | Paul Corrigan & Brad Walsh                                              | 3 de abril de 2019      | AARG19           | 4.33                |
| 230          | 20           | "Can't Elope"                     | Jeffrey Walker       | Danny Zuker                                                             | 10 de abril de 2019     | AARG18           | 4.81                |
| 231          | 21           | "Commencement"                    | Eric Dean Seaton     | Vali Chandrasekaran & Stephen Lloyd                                     | 1 de maio de 2019       | AARG21           | 4.24                |
| 232          | 22           | "A Year of Birthdays"             | Steven Levitan       | Steven Levitan                                                          | 8 de maio de 2019       | AARG22           | 4.41                |

### Temporada 11 (2019–20)
| 233      | 1        | "New Kids on the Block"  | Gail Mancuso         | Paul Corrigan & Brad Walsh                                                                                    | 25 de setembro de 2019  | BARG01 | 4.09 |
| 234      | 2        | "Snapped"                | Michael Spiller      | Elaine Ko | 2 de outubro de 2019    | BARG02 | 4.32 |
| 235      | 3        | "Perfect Pairs"          | Iwona Sapienza       | Stephen Lloyd                                                                                                 | 9 de outubro de 2019    | BARG04 | 3.95 |
| 236      | 4        | "Pool Party"             | Abraham Higginbotham | Abraham Higginbotham & Jon Pollack                                                                            | 16 de outubro de 2019   | BARG03 | 4.21 |
| 237      | 5        | "The Last Halloween"     | Fred Savage          | Danny Zuker                                                                                                   | 30 de outubro de 2019   | BARG06 | 3.93 |
| 238      | 6        | "A Game of Chicken"      | Helena Lamb          | Vali Chandrasekaran                                                                                           | 6 de novembro de 2019   | BARG05 | 3.95 |
| 239      | 7        | "The Last Thanksgiving"  | Eric Dean Seaton     | Jeffrey Richman                                                                                               | 20 de novembro de 2019  | BARG10 | 3.95 |
| 240      | 8        | "Tree's a Crowd"         | Julie Bowen          | Ryan Walls | 4 de dezembro de 2019   | BARG07 | 3.82 |
| 241      | 9        | "The Last Christmas"     | Jeff Walker          | Abraham Higginbotham & Jon Pollack                                                                            | 11 de dezembro de 2019  | BARG09 | 4.27 |
| 242      | 10       | "The Prescott"           | Elaine Ko            | Elaine Ko | 8 de janeiro de 2020    | BARG08 | 6.39 |
| 243      | 11       | "Legacy"                 | Jason Kemp           | Jack Burditt & Christopher Lloyd                                                                              | 15 de janeiro de 2020   | BARG12 | 3.84 |
| 244      | 12       | "Dead on a Rival"        | Jason Winer          | Jeffrey Richman & Ryan Walls                                                                                  | 22 de janeiro de 2020   | BARG13 | 3.50 |
| 245      | 13       | "Paris"                  | James Bagdonas       | Paul Corrigan & Brad Walsh                                                                                    | 12 de fevereiro de 2020 | BARG11 | 3.73 |
| 246      | 14       | "Spuds"                  | Beth McCarthy-Miller | Vali Chandrasekaran & Stephen Lloyd                                                                           | 19 de fevereiro de 2020 | BARG14 | 3.28 |
| 247      | 15       | "Baby Steps"             | Trey Clinesmith      | História por : Abraham Higginbotham & Jon Pollack Roteiro por : Steven Levitan & Morgan Murphy                | 18 de março de 2020     | BARG15 | 4.33 |
| 248      | 16       | "I'm Going to Miss This" | Fred Savage          | Jack Burditt & Danny Zuker                                                                                    | 1 de abril de 2020      | BARG16 | 4.33 |
| 249      | 17       | "Finale (Part 1)"        | Steven Levitan       | Steven Levitan, Abraham Higginbotham, Jeffrey Richman, Stephen Lloyd, Jon Pollack, Morgan Murphy & Ryan Walls | 8 de abril de 2020      | BARG17 | 7.37 |
| 250      | 18       | "Finale (Part 2)"        | Gail Mancuso         | Christopher Lloyd, Paul Corrigan, Brad Walsh, Danny Zuker, Elaine Ko, Vali Chandrasekaran & Jack Burditt      | 8 de abril de 2020      | BARG18 | 7.37 |
| Especial |          |                          |                      | |                         |        |      |
| Especial | Especial | "A Modern Farewell"      | Chris Wilcha         | - | 8 de abril de 2020      | -      | 6.64 |

## Audiência
| Temporada | Temporada | Ep. 1 | Ep. 2 | Ep. 3 | Ep. 4 | Ep. 5 | Ep. 6 | Ep. 7 | Ep. 8 | Ep. 9 | Ep. 10 | Ep. 11 | Ep. 12 | Ep. 13 | Ep. 14 | Ep. 15 | Ep. 16 | Ep. 17 | Ep. 18 | Ep. 19 | Ep. 20 | Ep. 21 | Ep. 22 | Ep. 23 | Ep. 24 | Audiência |
| --------- | --------- | ----- | ----- | ----- | ----- | ----- | ----- | ----- | ----- | ----- | ------ | ------ | ------ | ------ | ------ | ------ | ------ | ------ | ------ | ------ | ------ | ------ | ------ | ------ | ------ | --------- |
|           | 1         | 12.60 | 9.99  | 8.82  | 9.35  | 8.66  | 9.32  | 8.77  | 9.16  | 7.12  | 9.67   | 10.22  | 7.83   | 9.83   | 9.19   | 9.84   | 8.01   | 8.95   | 9.18   | 9.51   | 8.88   | 10.01  | 9.48   | 10.34  | 10.14  | 9.49      |
|           | 2         | 12.67 | 11.92 | 11.44 | 11.45 | 11.97 | 13.14 | 12.24 | 12.09 | 10.57 | 11.07  | 11.83  | 11.12  | 10.94  | 13.16  | 10.57  | 10.17  | 10.11  | 10.90  | 9.61   | 9.95   | 9.90   | 10.15  | 10.30  | 10.31  | 11.89     |
|           | 3         | 14.52 | 14.54 | 13.45 | 13.24 | 13.65 | 13.04 | 13.37 | 12.91 | 12.72 | 12.20  | 14.03  | 12.12  | 11.89  | 12.90  | 11.23  | 11.54  | 11.63  | 10.60  | 10.35  | 10.21  | 10.06  | 10.58  | 9.36   | 10.07  | 12.93     |
|           | 4         | 14.44 | 12.08 | 12.31 | 12.28 | 12.52 | 10.62 | 12.43 | 11.89 | 12.01 | 10.94  | 12.04  | 11.01  | 10.83  | 9.83   | 10.05  | 10.62  | 10.53  | 9.09   | 10.88  | 10.38  | 9.64   | 9.02   | 10.03  | 10.01  | 12.31     |
|           | 5         | 11.71 | 11.65 | 11.12 | 10.64 | 10.94 | 10.32 | 10.75 | 10.19 | 9.47  | 10.61  | 9.51   | 9.14   | 9.59   | 9.87   | 8.52   | 9.22   | 9.39   | 10.09  | 9.00   | 9.59   | 8.39   | 8.55   | 9.08   | 10.45  | 11.79     |
|           | 6         | 11.38 | 10.56 | 10.30 | 9.71  | 10.16 | 9.92  | 9.83  | 10.88 | 9.02  | 9.69   | 9.29   | 9.44   | 9.87   | 9.77   | 8.80   | 9.32   | 9.61   | 8.71   | 9.43   | 8.85   | 8.00   | 8.57   | 8.13   | 7.20   | 11.91     |
|           | 7         | 9.46  | 8.72  | 7.99  | 7.88  | 7.80  | 8.15  | 8.38  | 7.35  | 8.20  | 8.35   | 8.17   | 7.80   | 7.48   | 8.10   | 8.22   | 8.14   | 7.69   | 7.51   | 7.44   | 7.42   | 7.16   | 6.79   | N/A    | N/A    | 9.83      |
|           | 8         | 8.24  | 7.41  | 6.97  | 7.50  | 7.38  | 7.23  | 7.33  | 6.81  | 6.81  | 7.57   | 7.59   | 7.34   | 6.92   | 6.65   | 6.41   | 6.49   | 6.12   | 6.79   | 6.25   | 5.65   | 5.71   | 6.20   | N/A    | N/A    | 8.79      |
|           | 9         | 7.01  | 6.36  | 6.27  | 6.22  | 5.96  | 5.51  | 5.96  | 6.15  | 5.81  | 5.89   | 5.90   | 5.81   | 6.24   | 4.96   | 5.25   | 5.56   | 5.43   | 5.61   | 4.97   | 4.60   | 4.73   | 5.02   | N/A    | N/A    | 7.09      |
|           | 10        | 5.40  | 5.39  | 5.10  | 5.03  | 5.27  | 5.01  | 5.44  | 4.85  | 4.87  | 5.69   | 4.82   | 4.62   | 4.50   | 4.92   | 4.43   | 4.33   | 4.65   | 4.25   | 4.33   | 4.81   | 4.24   | 4.41   | N/A    | N/A    | 6.40      |
|           | 11        | 4.09  | 4.32  | 3.95  | 4.21  | 3.93  | 3.95  | 3.95  | 3.82  | 4.27  | 6.39   | 3.84   | 3.50   | 3.73   | 3.28   | 4.33   | 4.33   | 7.37   | 7.37   | N/A    | N/A    | N/A    | N/A    | N/A    | N/A    | 7.10      |